# Melanostigma bathium
Melanostigma bathium es una especie de pez de la familia de los Zoarcidae en el orden de los perciformes.

## Morfología
Los machos pueden llegar a alcanzar los 11,4 cm de longitud total.

## Hábitat
Es un pez de mar y de aguas profundas que vive entre 370-2.635 m de profundidad.

## Distribución geográfica
Se encuentra desde las Islas Galápagos hasta el sur de Chile y la Península Antártica.

## Observaciones
Es inofensivo para los humanos. 